# Чрезвычайный и полномочный посол Финляндии на Украине
В статье представлен список чрезвычайных и полномочных послов Финляндии на Украине.